# Platygaster sasii
Platygaster sasii är en stekelart som beskrevs av Ushakumari 2004. Platygaster sasii ingår i släktet Platygaster och familjen gallmyggesteklar. Inga underarter finns listade i Catalogue of Life.